# Cappella del Crocifisso (San Giovanni di Fassa)
La cappella del Crocifisso è una chiesa sussidiaria situata nella val San Nicolò, nel comune di San Giovanni di Fassa in Trentino. Fa parte della zona pastorale di Fiemme e Fassa e risale al XVIII secolo.

## Storia

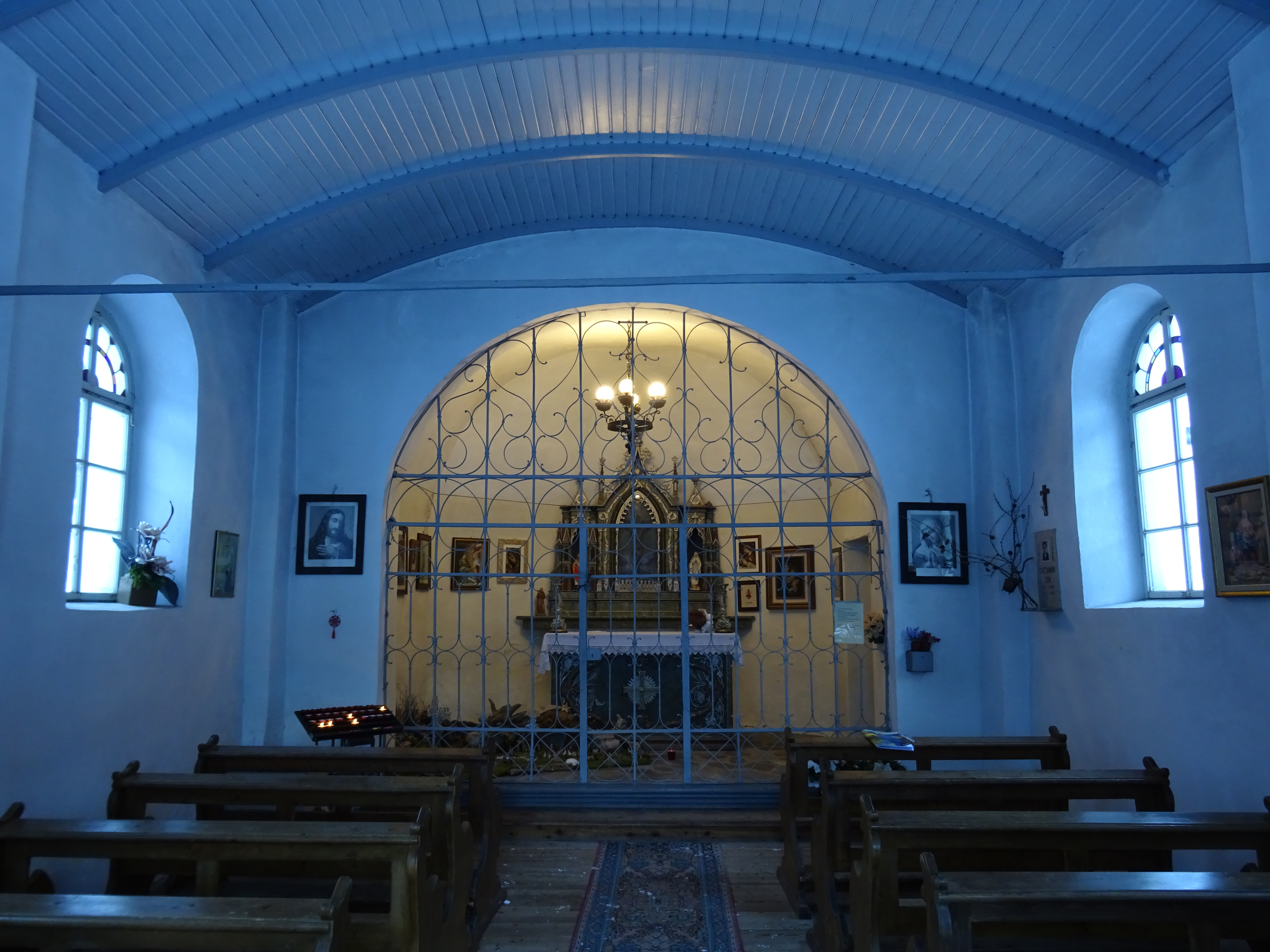
Interno

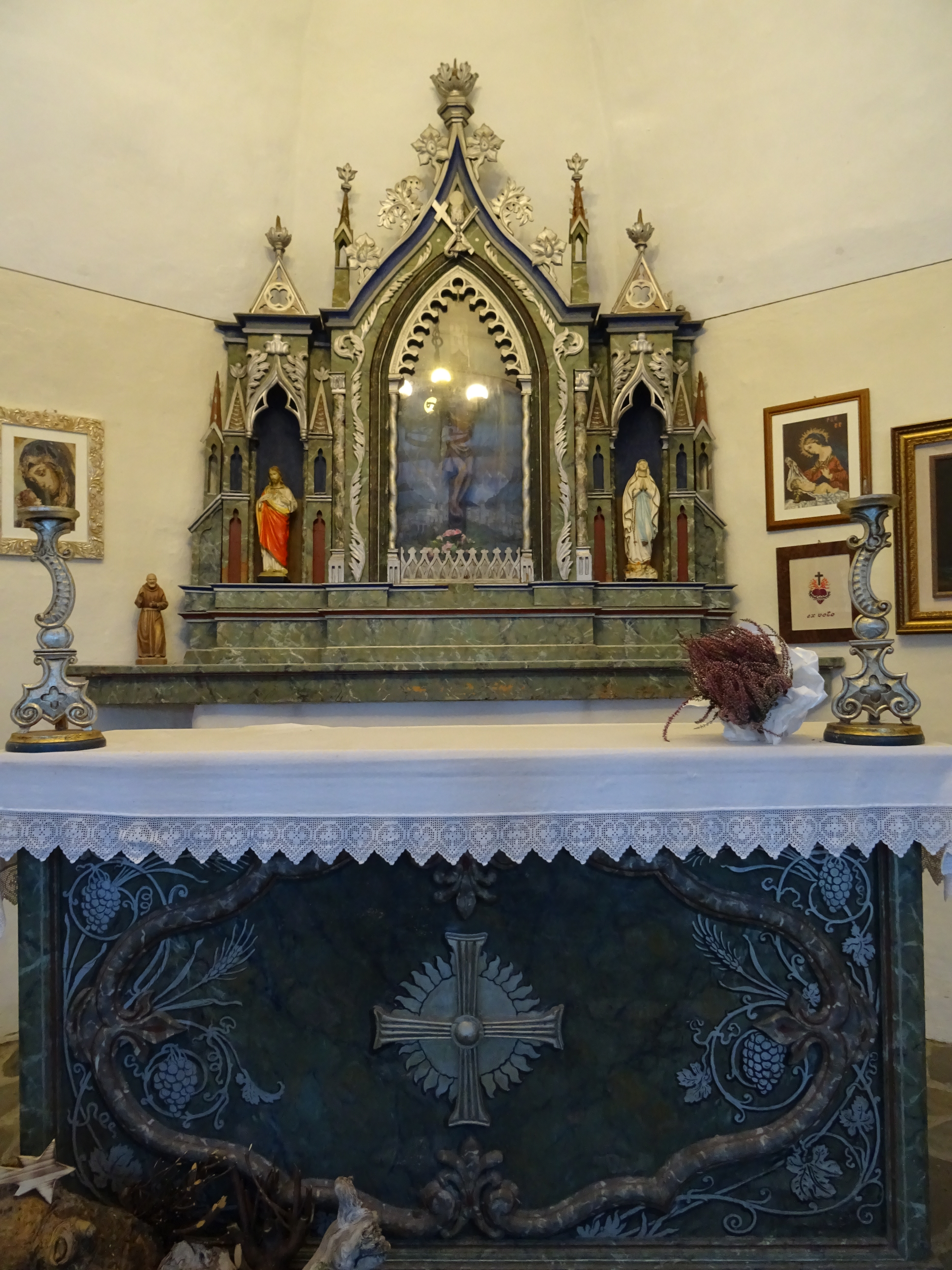
Altare

La piccola chiesa alpina che si trova dove la strada di Meida che sale verso est si biforca per proseguire più a settentrione per la val San Nicolò e più a sud per la val Monzoni venne edificata nella prima metà del XVIII secolo. Sul sito era già presente una piccola edicola, probabilmente in legno, che conteneva un crocifisso ritenuto miracoloso dalla tradizione popolare.
La prima documentazione scritta riferita alla cappella si trova in un atto di supplica indirizzato al principe vescovo di Bressanone Kaspar Ignaz von Künigl dalla vicinia di Pozza nel 1773, e in tale scritto il piccolo edificio viene descritto come esistente da almeno cinquant'anni. L'oggetto della supplica riguardava il permesso di celebrarvi la santa messa. Negli ultimi anni del secolo Valentino Rovisi dipinse il paliotto dell'altar maggiore.
Nel 1818, dal punto di vista della giurisdizione ecclesiastica, l'area passò dalla diocesi di Bressanone a quella di Trento.
A partire dal 1835, dopo la donazione registrata nel testamento di Battista Blasi di Pozza, vennero edificate le stazioni lignee della Via Crucis che iniziava da Pozza di Fassa ed arrivava sino alla cappella del Crocifisso. Circa dieci anni dopo la piccola chiesa venne restaurata.
Negli ultimi decenni del XIX secolo la chiesa e la Via Crucis furono oggetto di altri interventi. Nel 1871 la cappella venne ampliata e poi benedetta l'anno successivo. Nel 1882 la Via Crucis venne rinnovata e le stazioni precedentemente in legno vennero sostituite da altre in pietra.
Attorno al 2013 la Via Crucis è stata oggetto di un importante lavoro di restauro.

## Descrizione
La cappella del Crocifisso è una piccola chiesa di montagna, isolata, ed è orientata verso est. La facciata è tipicamente a capanna con due spioventi. Il portale è affiancato da due finestre a monofora e sovrastato da un oculo e da una terza monofora. Al centro della facciata il Crocifisso. La navata è unica con volta a botte. Il presbiterio è leggermente rialzato.